# گابریله بونچی
گابریله بونچی (ایتالیایی: Gabriele Bonci) سرآشپز اهل ایتالیا است که در زمینهٔ پخت پیتزا آل تالیو تخصص دارد. او در زمینهٔ پذیرایی آموزش دیده است و دورهٔ آشپزی را هم گذرانده است. مجلهٔ وگ وی را «میکل‌آنژ پیتزا» لقب داده است.

## بیشتر بخوانید
- "Where do you get the best pizza in the world?". independent (به انگلیسی). Retrieved 2023-01-22.
- Dolinsky, Steve (2018-09-15). Pizza City, USA: 101 Reasons Why Chicago Is America's Greatest Pizza Town (به انگلیسی). Northwestern University Press. ISBN 978-0-8101-3775-2.
- Kimbell, Vanessa (2018-04-05). The Sourdough School: The ground-breaking guide to making gut-friendly bread (به انگلیسی). Octopus. ISBN 978-0-85783-508-6.
- Whitson, Craig (2015). Passion for pizza : a journey through thick and thin to find the pizza elite. Chicago. ISBN 978-1-57284-160-4. OCLC 871211477.